# Chavikol
Chavikol (též chavicol nebo p-allylfenol) je přírodní organická sloučenina. Chemická struktura sestává z benzenového kruhu, kde jsou dva vodíky nahrazeny hydroxylovou a allylovou skupinou. Je to bezbarvá kapalina, obsažená společně s terpeny v betelovém oleji. Chavikol je mísitelný s ethanolem, diethyletherem a chloroformem.
Používá se jako aromatická látka v parfumerii.